# Општина Окампо (Тамаулипас)
Окампо (шп. Ocampo) општина је у Мексику у савезној држави Тамаулипас. Општина се налази на надморској висини од 358 м.

## Становништво
Према подацима из 2010. у општини је живело 12962 становника.

### Хронологија
| Година       | 2000                | 2005                | 2010                |
| ------------ | ------------------- | ------------------- | ------------------- |
| Становништво | 13303 (6751 / 6552) | 12477 (6240 / 6237) | 12962 (6603 / 6359) |

### Попис
| \| \| м \| \| \| ж \| \| 0—2 \| 353 \| \| \| 330 \| \| 3—5 \| 355 \| \| \| 319 \| \| 6—11 \| 696 \| \| \| 683 \| \| 12—14 \| 389 \| \| \| 342 \| \| 15—17 \| 360 \| \| \| 386 \| \| 18—24 \| 667 \| \| \| 710 \| \| 60+ \| 1.261 \| \| \| 1.053 \| \| Просек : \| 32,4 \| \| \| 31,9 \| |       |  |  |       |
| |       |  |  |       |
| | м     |  |  | ж     |
| 0—2 | 353   |  |  | 330   |
| 3—5 | 355   |  |  | 319   |
| 6—11 | 696   |  |  | 683   |
| 12—14 | 389   |  |  | 342   |
| 15—17 | 360   |  |  | 386   |
| 18—24 | 667   |  |  | 710   |
| 60+ | 1.261 |  |  | 1.053 |
| Просек : | 32,4  |  |  | 31,9  |

| #   | Индикатор                                                                                        | Вредност |
| --- | ------------------------------------------------------------------------------------------------ | -------- |
| 1   | Становништво од 0 до 2 године                                                                    | 683      |
| 2   | Мушко становништво од 0 до 2 године                                                              | 353      |
| 3   | Женско становништво од 0 до 2 године                                                             | 330      |
| 4   | Становништво са 3 и више година                                                                  | 12236    |
| 5   | Мушко становништво са 3 и више година                                                            | 6230     |
| 6   | Женско становништво са 3 и више година                                                           | 6006     |
| 7   | Становништво са 5 и више година                                                                  | 11793    |
| 8   | Мушко становништво са 5 и више година                                                            | 5994     |
| 9   | Женско становништво са 5 и више година                                                           | 5799     |
| 10  | Становништво са 12 и више година                                                                 | 10183    |
| 11  | Мушко становништво са 12 и више година                                                           | 5179     |
| 12  | Женско становништво са 12 и више година                                                          | 5004     |
| 13  | Становништво са 15 и више година                                                                 | 9452     |
| 14  | Мушко становништво са 15 и више година                                                           | 4790     |
| 15  | Женско становништво са 15 и више година                                                          | 4662     |
| 16  | Становништво са 18 и више година                                                                 | 8706     |
| 17  | Мушко становништво са 18 и више година                                                           | 4430     |
| 18  | Женско становништво са 18 и више година                                                          | 4276     |
| 19  | Становништво од 3 до 5 година                                                                    | 674      |
| 20  | Мушко становништво од 3 до 5 година                                                              | 355      |
| 21  | Женско становништво од 3 до 5 година                                                             | 319      |
| 22  | Становништво од 6 до 11 година                                                                   | 1379     |
| 23  | Мушко становништво од 6 до 11 година                                                             | 696      |
| 24  | Женско становништво од 6 до 11 година                                                            | 683      |
| 25  | Становништво од 8 до 14 година                                                                   | 1660     |
| 26  | Мушко становништво од 8 до 14 година                                                             | 869      |
| 27  | Женско становништво од 8 до 14 година                                                            | 791      |
| 28  | Становништво од 12 до 14 година                                                                  | 731      |
| 29  | Мушко становништво од 12 до 14 година                                                            | 389      |
| 30  | Женско становништво од 12 до 14 година                                                           | 342      |
| 31  | Становништво од 15 до 17 година                                                                  | 746      |
| 32  | Мушко становништво од 15 до 17 година                                                            | 360      |
| 33  | Женско становништво од 15 до 17 година                                                           | 386      |
| 34  | Становништво од 18 до 24 године                                                                  | 1377     |
| 35  | Мушко становништво од 18 до 24 године                                                            | 667      |
| 36  | Женско становништво од 18 до 24 године                                                           | 710      |
| 37  | Женско становништво од 15 до 49 година                                                           | 3054     |
| 38  | Становништво са 60 и више година                                                                 | 2314     |
| 39  | Мушко становништво са 60 и више година                                                           | 1261     |
| 40  | Женско становништво са 60 и више година                                                          | 1053     |
| 41  | Однос између мушкараца и жена                                                                    | 103.84   |
| 42  | Становништво од нуле до 14 година                                                                | 3467     |
| 43  | Становништво од 15 до 64 године                                                                  | 7707     |
| 44  | Становништво од 65 година и више                                                                 | 1745     |
| 45  | Просечан број деце                                                                               | 3.15     |
| 46  | Становништво рођено у ентитету                                                                   | 11788    |
| 47  | Мушко становништво рођено у ентитету                                                             | 6076     |
| 48  | Женско становништво рођено у ентитету                                                            | 5712     |
| 49  | Становништво рођено у другом ентитету                                                            | 1039     |
| 50  | Мушко становништво рођено у другом ентитету                                                      | 466      |
| 51  | Женско становништво рођено у другом ентитету                                                     | 573      |
| 52  | Становништво од 5 година и више резидентно у ентитету у јуну 2005. године                        | 11393    |
| 53  | Мушко становништво старосног доба од 5 година и више, резидентно у ентитету у јуну 2005. године  | 5757     |
| 54  | Женско становништво старосног доба од 5 и више година, резидентно у ентитету у јуну 2005. године | 5636     |
| 55  | Становништво од 5 година и више које је живело у другом ентитету у јуну 2005. године             | 166      |
| 56  | Мушко становништво старије од 5 година које је живело у другом ентитету у јуну 2005. године      | 82       |
| 57  | Женско становништво старије од 5 година које је живело у другом ентитету у јуну 2005. године     | 84       |
| 58  | Становништво од 3 године и више које говори аутохтони језик                                      | 36       |
| 59  | Мушко становништво старо 3 године и више које говори аутохтони језик                             | 18       |
| 60  | Женско становништво старо 3 године и више које говори аутохтони језик                            | 18       |
| 61  | Становништво од 3 године и више које говори аутохтони језик и не говори шпански језик            | 0        |
| 62  | Мушко становништво старо 3 године и више које говори аутохтони језик и не говори шпански         | 0        |
| 63  | Женско становништво старо 3 године и више које говори аутохтони језик и не говори шпански језик  | 0        |
| 64  | Становништво старо 3 године и више које говори аутохтони језик и шпански                         | 22       |
| 65  | Мушко становништво старо 3 године и више које говори аутохтони језик и шпански                   | 11       |
| 66  | Женско становништво старо 3 године и више које говори аутохтони језик и шпански                  | 11       |
| 67  | Становништво од 5 година и више које говори аутохтони језик                                      | 36       |
| 68  | Становништво од 5 година и више које говори аутохтони језик и не говори шпански језик            | 0        |
| 69  | Становништво од 5 година и више које говори аутохтони језик и говори шпански језик               | 22       |
| 70  | Становништво у домородачким домаћинствима                                                        | 75       |
| 71  | Становништво са ограничењима у активностима                                                      | 863      |
| 72  | Становништво са ограниченим ходањем или кретањем, горе или доле                                  | 432      |
| 73  | Становници са ограничењима вида, чак и уз кориштење сочива                                       | 218      |
| 74  | Становништво са ограничењима говора, комуникације или конверзације                               | 83       |
| 75  | Становништво са ограниченим слухом                                                               | 119      |
| 76  | Становништво са ограничењима при одевању, купању или јелу                                        | 43       |
| 77  | Становништво са ограничењима у опажању или учењу једноставних ствари                             | 46       |
| 78  | Становништво са менталним ограничењима                                                           | 108      |
| 79  | Становништво без ограничења активности                                                           | 12006    |
| 80  | Становништво од 3 до 5 година које не похађа школу                                               | 278      |
| 81  | Мушко становништво од 3 до 5 година које не похађа школу                                         | 153      |
| 82  | Женско становништво од 3 до 5 година које не похађа школу                                        | 125      |
| 83  | Становништво од 6 до 11 година које не похађа школу                                              | 26       |
| 84  | Мушко становништво од 6 до 11 година које не похађа школу                                        | 14       |
| 85  | Женско становништво од 6 до 11 година које не похађа школу                                       | 12       |
| 86  | Становништво од 12 до 14 година које не похађа школу                                             | 38       |
| 87  | Мушко становништво од 12 до 14 година које не похађа школу                                       | 21       |
| 88  | Женско становништво од 12 до 14 година које не похађа школу                                      | 17       |
| 89  | Становништво од 15 до 17 година похађа школу                                                     | 542      |
| 90  | Мушко становништво од 15 до 17 година похађа школу                                               | 260      |
| 91  | Женско становништво између 15 и 17 година живота у школи                                         | 282      |
| 92  | Становништво од 18 до 24 године похађа школу                                                     | 305      |
| 93  | Мушко становништво од 18 до 24 године похађа школу                                               | 144      |
| 94  | Женско становништво од 18 до 24 године похађа школу                                              | 161      |
| 95  | Становништво од 8 до 14 година које не може да чита и пише                                       | 41       |
| 96  | Мушко становништво старосног доба од 8 до 14 година које не може да чита и пише                  | 26       |
| 97  | Женско становништво старосног доби од 8 до 14 година које не може да чита и пише                 | 15       |
| 98  | Становништво од 15 година и више које је неписмено                                               | 806      |
| 99  | Мушко становништво од 15 година и више које је неписмено                                         | 403      |
| 100 | Женско становништво од 15 година и више које је неписмено                                        | 403      |
| 101 | Становништво старо 15 и више година без школовања                                                | 895      |
| 102 | Мушко становништво старо 15 и више година без школовања                                          | 465      |
| 103 | Женско становништво старо 15 и више година без школовања                                         | 430      |
| 104 | Становништво старосног доба 15 и више година са непотпуним основним образовањем                  | 2498     |
| 105 | Мушко становништво старосног доба од 15 година и више са непотпуном основним образовањем         | 1432     |
| 106 | Женско становништво старосног доба 15 и више година са непотпуном основним образовањем           | 1066     |
| 107 | Становништво старо 15 и више година са комплетним основним образовањем                           | 1148     |
| 108 | Мушко становништво старо 15 година и више са комплетним основним образовањем                     | 589      |
| 109 | Женско становништво старо 15 и више година са комплетним основним образовањем                    | 559      |
| 110 | Становништво старосног доба 15 и више година са непотпуним средњим образовањем                   | 601      |
| 111 | Мушко становништво старосног доба од 15 година и више са непотпуним средњим образовањем          | 290      |
| 112 | Женско становништво старосног доба од 15 година и више са непотпуним средњим образовањем         | 311      |
| 113 | Становништво старо 15 и више година са пуним секундарном образовањем                             | 2087     |
| 114 | Мушко становништво старосног доба од 15 година и више са пуним секундарном образовањем           | 930      |
| 115 | Женско становништво старосног доба од 15 година и више са пуним секундарном образовањем          | 1157     |
| 116 | Становништво старије од 18 година са постосновним образовањем                                    | 1897     |
| 117 | Мушко становништво старије од 18 година са постосновним образовањем                              | 940      |
| 118 | Женско становништво старије од 18 година са постосновним образовањем                             | 957      |
| 119 | Просечна оцена школовања                                                                         | 6.93     |
| 120 | Просечан ниво образовања мушке популације                                                        | 6.7      |
| 121 | Просечан ниво образовања женског становништва                                                    | 7.18     |
| 122 | Економски активно становништво                                                                   | 4333     |
| 123 | Економски активна мушка популација                                                               | 3658     |
| 124 | Економски активна женска популација                                                              | 675      |
| 125 | Становништво које није економски активно                                                         | 5791     |
| 126 | Мушко становништво које није економски активно                                                   | 1475     |
| 127 | Женско становништво које није економски активно                                                  | 4316     |
| 128 | Запослено становништво                                                                           | 4222     |
| 129 | Запослено мушко становништво                                                                     | 3554     |
| 130 | Запослено женско становништво                                                                    | 668      |
| 131 | Незапослена популација                                                                           | 111      |
| 132 | Незапослена мушка популација                                                                     | 104      |
| 133 | Незапослена женска популација                                                                    | 7        |
| 134 | Становништво без права на здравствене услуге                                                     | 2407     |
| 135 | Становништво које има право на здравствене услуге                                                | 10498    |
| 136 | Становништво које има право на ИМСС                                                              | 3049     |
| 137 | Становништво које има право на социјално осигурање                                               | 1120     |
| 138 | Становништво које има право на државно социјално осигурање                                       | 5        |
| 139 | Становништво које има право на опште осигурање или здравствено осигурање за нову генерацију      | 6483     |
| 140 | Становништво које је било једном или није било у браку током 12 година и више                    | 3163     |
| 141 | Венчано или уједињено становништво од 12 година и више                                           | 6072     |
| 142 | Становништво које је било у браку или уједињено 12 година и више                                 | 935      |
| 143 | Становништво са католичком религијом                                                             | 10959    |
| 144 | Протестанти, еванђелисти и библијски следбеници различити од еванђелиста                         | 1086     |
| 145 | Становништво са другим религијама различитим од претходних                                       | 2        |
| 146 | Становништво без религије                                                                        | 550      |
| 147 | Укупно пописаних домаћинства                                                                     | 3687     |
| 148 | Пописна домаћинства на челу са мушкарцима                                                        | 3044     |
| 149 | Пописна домаћинства на челу са женама                                                            | 643      |
| 150 | Становништво у пописним домаћинствима                                                            | 12932    |
| 151 | Становништво у пописним домаћинствима на челу са мушкарцима                                      | 11114    |
| 152 | Становништво у пописним домаћинствима на челу са женама                                          | 1818     |
| 153 | Укупно домаћинстава                                                                              | 4442     |
| 154 | Укупно насељених домаћинстава                                                                    | 3697     |
| 155 | Укупно приватних кућа                                                                            | 4432     |
| 156 | Насељени приватни домови                                                                         | 3687     |
| 157 | Укупно насељених приватних кућа                                                                  | 3697     |
| 158 | Ненасељене приватне куће                                                                         | 430      |
| 159 | Појединачна домаћинства за привремену употребу                                                   | 315      |
| 160 | Становници у насељеним приватним кућама                                                          | 12932    |
| 161 | Насељеност станара у приватним становима                                                         | 3.51     |
| 162 | Просечно становника по соби у приватним насељеним домаћинствима                                  | 1.17     |
| 163 | Појединачна домаћинства са подовима од различитих материјала од земље                            | 3272     |
| 164 | Појединачна домаћинства у приземљу                                                               | 403      |
| 165 | Појединачна домаћинства са једном спаваћом собом                                                 | 1827     |
| 166 | Појединачна домаћинства са две спаваће собе и више                                               | 1851     |
| 167 | Појединачна домаћинства са једним собом                                                          | 391      |
| 168 | Појединачна домаћинства са две собе                                                              | 1085     |
| 169 | Појединачна домаћинства са 3 собе и више                                                         | 2198     |
| 170 | Појединачна домаћинства која имају електрично светло                                             | 3492     |
| 171 | Појединачна домаћинства која немају електрично светло                                            | 180      |
| 172 | Појединачна домаћинства која имају водоводну воду у стамбеном простору                           | 3273     |
| 173 | Појединачна домаћинства која немају водоводну воду у стамбеном простору                          | 400      |
| 174 | Појединачна домаћинства која имају тоалет                                                        | 3546     |
| 175 | Појединачна домаћинства која имају канализацију                                                  | 1863     |
| 176 | Појединачна домаћинства која немају канализацију                                                 | 1789     |
| 177 | Појединачна домаћинства која имају електрично светло, довод воде из јавне мреже и канализацију   | 1720     |
| 178 | Појединачна домаћинства без икаквих услова                                                       | 173      |
| 179 | Појединачна домаћинства која имају радио                                                         | 2307     |
| 180 | Појединачна домаћинства која имају телевизор                                                     | 3052     |
| 181 | Појединачна домаћинства која имају фрижидер                                                      | 2887     |
| 182 | Појединачна домаћинства која имају машину за веш                                                 | 2465     |
| 183 | Појединачна домаћинства која имају аутомобил или комби                                           | 1701     |
| 184 | Појединачна домаћинства која имају рачунар                                                       | 344      |
| 185 | Појединачна домаћинства која имају фиксну телефонску линију                                      | 976      |
| 186 | Појединачна домаћинства која имају мобилни телефон                                               | 1696     |
| 187 | Појединачна домаћинства која имају приступ интернету                                             | 227      |